# Jaroslav Brož (lekkoatleta)
Jaroslav Brož (ur. 8 listopada 1950 w Pardubicach, zm. 14 lipca 1975 tamże) – czeski lekkoatleta, specjalista skoku w dal. W czasie swojej kariery reprezentował Czechosłowację.
Zajął 8. miejsce w skoku w dal na halowych mistrzostwach Europy w 1971 w Sofii. Nie zakwalifikował się do finału na mistrzostwach Europy w 1971 w Helsinkach.
Zdobył brązowy medal na halowych mistrzostwach Europy w 1972 w Grenoble (wyprzedzili go jedynie Max Klauß z NRD i Hans Baumgartner z RFN). Odpadł w kwalifikacjach na igrzyskach olimpijskich w 1972 w Monachium. Zajął 4. miejsce na halowych mistrzostwach Europy w 1973 w Rotterdamie.
Brož był mistrzem Czechosłowacji w skoku w dal w latach 1971–1973, wicemistrzem w 1969 i 1974 oraz brązowym medalistą w 1970, a także brązowym medalistą w sztafecie 4 × 100 metrów w 1971. W hali był mistrzem w skoku w dal w 1972 i 1973.
Trzykrotnie poprawiał rekord Czechosłowacji doprowadzając go do wyniku 7,95 m uzyskanego 2 czerwca 1973 w Pardubicach.
Zmarł w wieku 24 lat na raka jąder.